# Gotham City Sirens
Gotham City Sirens es una serie de cómics estadounidenses que escribió Paul Dini con arte de Guillem March y publicada por DC Comics. El término Gotham City Sirens, que en español significa Sirenas de Gotham, se refiere a tres de las villanas más populares que habitan en Gotham: Catwoman, Harley Quinn y Poison Ivy.
El primer número de la serie se lanzó en junio de 2009, como parte del relanzamiento de Batman: Reborn de toda la línea de títulos de cómics de DC con el superhéroe Batman.

## Trama

### Ajuste
Poco después de los eventos de Heart of Hush, Batman R.I.P., Final Crisis y Battle for the Cowl, Hush corta el corazón de Catwoman, Batman lo recupera y Zatanna la cura. Catwoman se venga robando todo el dinero de Hush y dándoselo a las criminales de Gotham City, Harley Quinn y Poison Ivy, así como a Holly Robinson. Se cree que Bruce Wayne está muerto y es reemplazado por Dick Grayson.

### "Unión"
Cuando Catwoman lucha contra un nuevo villano llamado "Boneblaster", se revela que todavía tiene limitaciones físicas de su terrible experiencia en "Heart of Hush" y es derrotada casi fácilmente por el matón de dos bits. Sin embargo, Poison Ivy llega para salvar a Catwoman y le ofrece regresar a su nuevo escondite, que en realidad es el escondite de Riddler, a quien Poison Ivy ha seducido y drogado. Catwoman descubre que Harley Quinn también vive con ellos y propone que las tres mujeres se unan para protegerse mutuamente como equipo, pero primero Harley Quinn y Poison Ivy quieren saber quién es realmente Batman.
Cuando Poison Ivy usa un polvo de suero de la verdad derivado de las plantas, Catwoman revela que no puede porque Talia, la hija de Ra's al Ghul y líder de la Liga de Asesinos, usó técnicas de control mental para evitar que Catwoman revele a la fuerza su identidad como Bruce Wayne. Talia le enseñó a Catwoman una técnica de meditación para que ningún tipo de control mental, como las esporas de Ivy, la afectara.
Harley Quinn abandona el escondite de Poison Ivy, mientras que Grayson, que actúa como Batman, y el Riddler "reformado" resuelven un caso coincidente que lleva a Quinn a encontrarse con Bruce Wayne. Sin que ella lo supiera, él es en realidad Hush, quien había reconstruido su rostro para que fuera el de Wayne para poder controlar Empresas Wayne. Hush planea matar a Quinn, pero cuando las imágenes de los dos juntos llegan a Joker, decide matar a Harley ya que no puede tenerla. Se revela que el Joker no es él mismo en absoluto, sino un viejo compañero suyo llamado Gaggy, que está enojado con Harley por reemplazarlo. Poison Ivy y Catwoman logran salvar a Harley y escapar.
Las tres sirenas toman vacaciones separadas durante la época navideña. Después de que Catwoman lucha contra una pandilla de "Santas que empuñan cuchillos" que habían estado atacando a la gente, se une a Dick Grayson y Damian Wayne para Navidad antes de que Damian haga que el dúo se vaya para atrapar a un asesino. Poison Ivy visita las selvas sudamericanas donde hace una pausa en sus vacaciones para salvar a unos pocos turistas que tropezaron con la planta procesadora de un capo de la droga. Después de derrotar a los soldados de la droga, Poison Ivy deduce que necesita pasar tiempo tanto en el mundo de las plantas como en el de los humanos y regresa a Gotham. Harley Quinn visita a su familia disfuncional con resultados difíciles. Harley luego decide regresar a casa, al escondite compartido de Gotham City de las sirenas, donde las tres mujeres pasan el resto de la Navidad juntas.

### "Cantos de sirenas"
Poison Ivy está acusada de una serie de asesinatos de pirómanos en serie en Robinson Park. Después de investigar los asesinatos ella misma, Poison Ivy es secuestrada por un oficial de policía renegado, que cree que ella es la asesina, y la deja morir en un agujero sin comida, agua ni luz solar. Catwoman y Harley Quinn trabajan juntas para salvar a Poison Ivy y encontrar a un policía corrupto y al verdadero asesino con la ayuda de James Gordon. Cuando encuentran el cuerpo escondido y arrugado de Poison Ivy sin pulso, Catwoman la salva arrojándola al agua, alegando que cuando tus plantas parecen muertas, las riegas. Con Poison Ivy revivida, las sirenas encuentran al verdadero asesino y lo matan ellas mismas, haciéndolo parecer como si fuera una víctima más.
Catwoman, Poison Ivy y Harley Quinn descubren un cuerpo literalmente tirado en su regazo y previamente plantado con evidencia de que fueron las sirenas las que la mataron. Juntas, las chicas solicitan la ayuda de Riddler una vez más para encontrar a la persona real que intenta incriminarlas, que en realidad es el Doctor Aesop, que quiere recuperar el escondite de Catwoman como propio. Casi al mismo tiempo, queriendo establecerse como algo más que una villana, Poison Ivy acepta un trabajo en la sucursal de Gotham City de S.T.A.R. Labs, bajo una identidad asumida "Paula Irving" debido a su historial criminal. Pronto es descubierta por uno de los científicos a quienes había despedido en su primer día, pero en lugar de matarlos, Ivy renueva su contrato, impresionada con la inteligencia y las habilidades deductivas del trabajador. Además, Harley Quinn y Catwoman descubren que las hienas mascotas de Harley han estado escapando por la noche y cazando y comiendo perros locales, lo que llevó a Catwoman a decirle a Harley que entregue las hienas a un zoológico, a lo que Harley se opone.

### "Hermana Zero"
Mientras Catwoman está en una aventura privada tratando de descubrir información sobre su hermana prófuga y mentalmente inestable, Maggie Kyle encuentra la casa de un renombrado exorcista que busca ayuda para salvar a su hermana. Maggie, pensando incorrectamente que el exorcista también está aliado con el "gato demonio" de Selina, la mata y le roba su equipo de exorcismo, y descubre un contenedor con una sustancia sobrenatural disfrazada de ángel. Esta sustancia le otorga fuerza y velocidad sobrenaturales y una percepción distorsionada de la realidad. Consigue que Catwoman, quien trae a Harley Quinn con ella, la conozca y procede a atacar a Harley y Catwoman. Durante la pelea, Harley ataca a Maggie y la llama "Hermana Zero" como un insulto, pero a Maggie le gusta este nombre y lo usa. La pelea continúa hasta que Catwoman puede demostrarle a Maggie que no está poseída. rompiendo el hechizo sobre ella momentáneamente antes de que el "ángel" recupere el control. En ese momento, Maggie decide no matar a Catwoman y se va. El arco termina con Maggie proclamando que las cosas no habían terminado y que ahora sabía que podía salvar a su hermana a través del exorcismo en lugar de matarla.

### "Fruta extraña"
Ivy le confiesa a la Sra. Adams que la razón principal por la que quiere trabajar en los laboratorios S.T.A.R. es que está buscando un químico determinado que tenga la capacidad de hacer crecer un bosque de la noche a la mañana. En su búsqueda, lo que encuentra es una forma de vida alienígena que es una planta inteligente, que fue capturada por el médico. Aparentemente bajo el control de la planta y con la promesa de ser su reina, Ivy ayuda a escapar del laboratorio, luchando contra Catwoman y Harley Quinn en su camino a Gotham Park, donde la entidad planea esparcir sus esporas en un intento de apoderarse del planeta. Cuando sus amigos intervienen, deteniendo el plan de la criatura vegetal, Ivy se vuelve contra él, lo ayuda a detener la propagación de sus bulbos de flores y lo mata mientras le dice que ella fue utilizada por un hombre al que ama antes, y eso nunca volverá a suceder.
Catwoman es secuestrada por un villano llamado Senpai por su invaluable información sobre la verdadera identidad de Batman, e Ivy y Harley se unen a Talia y Zatanna para rescatarla. Cuando derrotaron al villano, Zatanna y Talia se dan cuenta de que Catwoman corre un gran riesgo debido a su conocimiento, y Talia convence a Zatanna de usar su magia para borrarlo. Talia logra distraer a Harley e Ivy mientras Zatanna escanea los recuerdos de Selina, pero finalmente se da cuenta de que Talia solo quiere borrar el recuerdo de Selina sobre la identidad de Batman porque no puede soportar que otra mujer a la que Batman también ama tenga esta información. Zatanna deja intactos los recuerdos de Selina, luego se enfrenta a Talia y le dice que ahora sabe que ella preparó todo. Pelean brevemente, pero Talia decide que no quiere pelear más y dispara a Selina en su lugar. incitando a Zatanna a rescatarla. Zatanna le pide perdón a Selina y todavía le ofrece eliminar sus recuerdos de Batman para aliviar su carga, pero ella rechaza la oferta.

### "División"
Poco después, las tres mujeres se sienten rechazadas y abandonadas por los hombres de su elección, y Harley busca a Catwoman para consolarla sobre su amor por Batman, haciendo una equivalencia a sus sentimientos por Joker, pero el descontento de Catwoman despierta la ira en Harley, quien va a buscarla en venganza contra su exnovio.
Harley traiciona a sus dos amigos e irrumpe en Arkham con el objetivo de matar al Joker por abusar de ella con tanta frecuencia como lo hizo. Harley finalmente elige liberar a Joker de su celda, y juntos orquestan una toma violenta de las instalaciones que resulta en que la mayoría de los guardias y miembros del personal sean asesinados o tomados como rehenes por los reclusos. Harley y el Joker finalmente son derrotados por Batman y Catwoman, y se ve a Harley por última vez cuando se la llevan en una silla de ruedas atada con una camisa de fuerza y un bozal. Poco después de esto, Poison Ivy irrumpe en la celda de Harley e intenta matarla por su traición, pero en cambio se compadece de ella y se ofrece a liberarla si ayuda a matar a Catwoman, que había dejado a sus dos compañeras sirenas en Arkham para ser capturadas. Posteriormente, Harley e Ivy escapan e intentan vengarse de Selina. Se produce una pelea masiva, que termina con Catwoman revelando que desde que el grupo se formó por primera vez, había estado usando sus conexiones con Batman para evitar que arrestaran a Harley e Ivy y que veía bien en ellos y solo quería ayudar. Harley e Ivy permiten que Catwoman quede libre. Justo cuando Batman está a punto de arrestarlos, Catwoman los ayuda a los dos a escapar y la serie termina con los tres miembros del grupo yendo por caminos separados.

## Consecuencias
En el reinicio de The New 52 de la continuidad de DC, las Gotham City Sirens no existen y nunca se mencionan como grupo. En la nueva continuidad, Catwoman recibió un nuevo título escrito por Judd Winick y dibujado por el artista de Gotham City Sirens, Guillem March, Harley Quinn ahora era miembro de la renovada serie Escuadrón Suicida, y Poison Ivy aparece en las nuevas Birds of Prey.

## Ediciones recopiladas
- Gotham City Sirens Vol. 1: Union, collects Gotham City Sirens #1-7, abril 2010, DC Comics, ISBN 978-1-4012-2570-4
- Gotham City Sirens Vol. 2: Songs of the Sirens, collects Gotham City Sirens #8-13 y Catwoman #83, noviembre 2010, DC Comics, ISBN 978-1-4012-2907-8
- Gotham City Sirens Vol. 3: Strange Fruit, collects Gotham City Sirens #14-19, agosto 2011, DC Comics, ISBN 978-1-4012-3137-8
- Gotham City Sirens Vol. 4: Division, collects Gotham City Sirens #20-21, 23–26, marzo 2012, DC Comics ISBN 978-1-4012-3393-8
- Batman: Gotham Shall Be Judged, collects Azrael #14-18; Batman #708-709; Gotham City Sirens #22; Red Robin #22, abril 2012, DC Comics, ISBN 978-1-4012-3378-5
- Gotham City Sirens: Book One Archivado el 22 de agosto de 2017 en Wayback Machine., collects Gotham City Sirens #1-13. 2014. DC Comics.
- Gotham City Sirens: Book Two Archivado el 20 de octubre de 2017 en Wayback Machine., collects Gotham City Sirens #14-26. 2015. DC Comics.
- Harley Quinn & the Gotham City Sirens Omnibus, collects Gotham City Sirens #1-26; Catwoman #83, abril 2018, DC Comics, ISBN 978-1-4012-7839-7

## En otros medios
Una adaptación suelta de acción en vivo del equipo aparece en la cuarta temporada de Gotham con Tabitha Galavan y Barbara Kean, interpretadas por Jessica Lucas y Erin Richards respectivamente. Una discoteca llamada "Las Sirenas", está organizado por Barbara y Tabitha, las dos que estaban saliendo en ese momento.
Una película de acción en vivo de David Ayer, basada en el equipo, entró en desarrollo para DC Extended Universe como un spin-off de Suicide Squad (2016) originalmente previsto para presentar a Harley Quinn, Catwoman y Poison Ivy. Margot Robbie ha firmado un contrato para interpretar a Harley Quinn en varias películas. Gotham City Sirens se retrasó y fue reemplazada por la película Birds of Prey de 2020 con Harley, Black Canary, Huntress, Renée Montoya y una versión más joven de Cassandra Cain. Tras el lanzamiento The Suicide Squad (2021) de James Gunn, se desconoce si Gotham City Sirens será un spin-off de la película de Ayer o de Gunn.